# L'Anse Noir
L'Anse Noir es una localidad de Trinidad y Tobago, que forma parte de la región de Sangre Grande.

## Geografía
La localidad abarca parte de la isla Trinidad y limita al norte con el mar Caribe, al sur con Rampanalgas, al este con Mission, Anglais Settlement, Tompire y Mahoe y al oeste con San Souci.

## Demografía
Datos demográficos de la localidad de L'Anse Noir:
| Gráfica de evolución demográfica de L'Anse Noir entre 2000 y 2011 |
|                                                                   |